# Друдлы

Пример друдла. Возможные подписи: «Четыре слона ощупывают апельсин» или «Тупиковая позиция в бильярде».

Друдлы (англ. droodles) — визуальные загадки, изобретенные Роджером Прайсом и изданные в его книге 1953 года «Друдлы». В настоящее время этим словом могут называть любые подобные визуальные загадки.

## Описание
Чаще всего друдл — это минималистичная картинка в квадратной рамке, на которой нарисованы абстрактные геометрические фигуры, и одна или несколько подписей с юмористическим объяснением изображенного. Например, друдл с тремя вложенными фигурами — маленький круг, средний круг, большой квадрат — может быть подписан как «Вид с воздуха на ковбоя в туалете».

## История
Английской слово «droodle» составлено комбинацией слов doodle (каракули), drawing (рисунок) и riddle (загадка). Однако идея друдлов — загадка, выраженная в визуальной форме — имеет более старые корни, например, ее можно обнаружить в рисунках (итал. indovinelli grafici «графические загадки») итальянского художника Агостино Карраччи (1557−1602); также это слово широко используется за пределами работ Прайса.
Во время своего расцвета в 1950-х — 60-х годах друдлы появлялись там же, где и другие виды развлекательной юмористической или абсурдистской графики (газеты, коллекционные издания в мягкой обложке, стены ванной комнаты). Коммерческий успех коллекционного издания Прайса «Droodles» привел к образованию издательства Price Stern Sloan. На телевидении транслировалось несколько шоу, посвященных друдлам: «Droodles» на канале NBC в 1954 году и канале HBO Braingames игра под названием «Mysteriosos». В советской телепередаче «Будильник» в 1965−1966 годах существовал постоянный персонаж профессор Друдл, предлагавший друдлы для разгадки зрителям. Друдлы на сигаретную тематику использовались в газетной рекламе сигарет брендов News и Max.